# Fortuna labilis

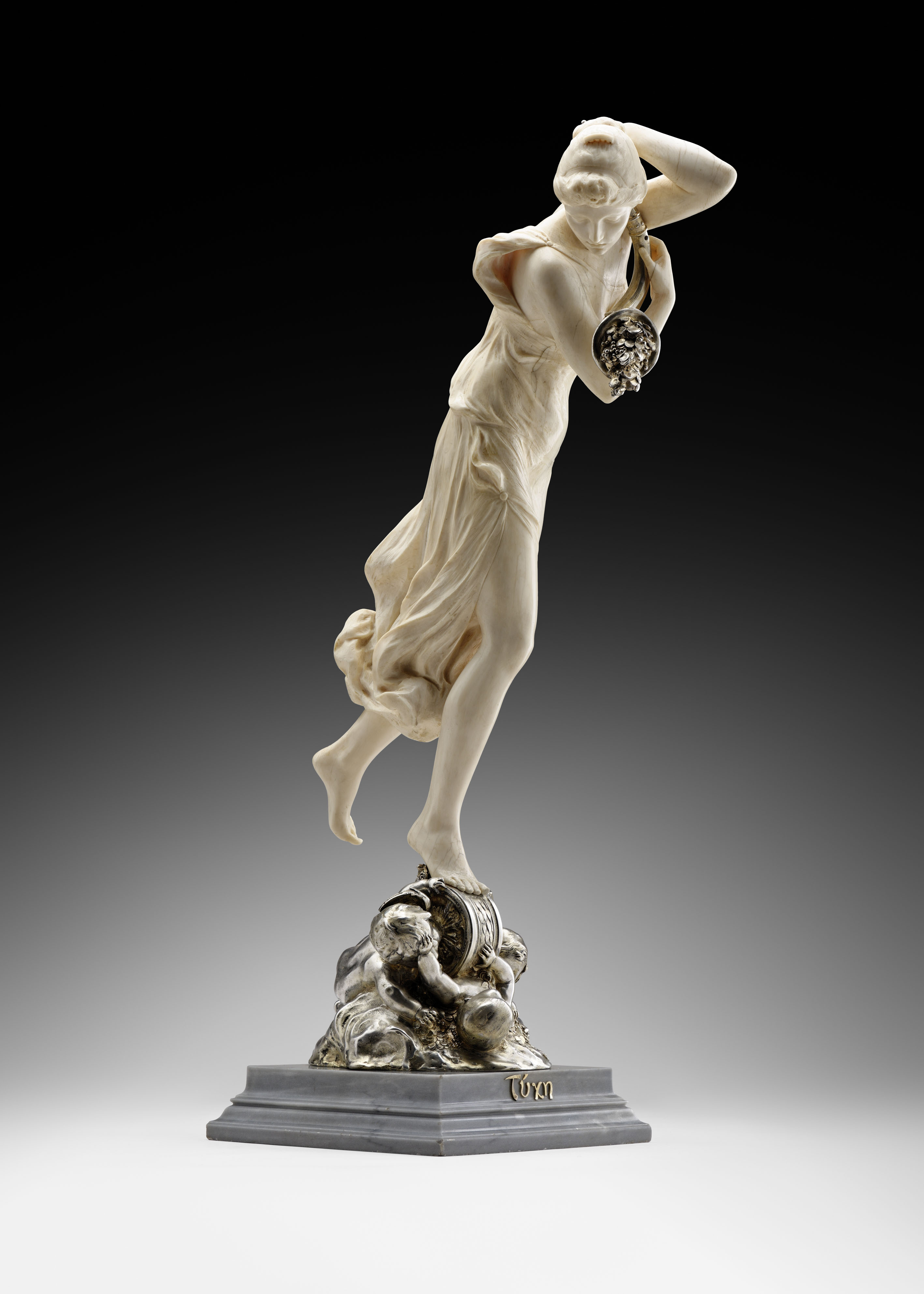
Zeița norocului Fortuna, venerată de Romani în jurul secolului al VI-lea î.Hr.

Fortuna labilis este o expresie de origine latină, care se poate traduce în română ca soartă schimbătoare. Termenul se referă la incertitudinea viitorului, imposibilitatea omului de a-și schimba destinul și importanța prezentului.
În prezent, termenul este folosit pentru a desemna un curent literar prezent în literatura antică, dar și modernă. Între scriitorii antici, apare în operele poetului latin Ovidiu, în Odele lui Horațiu etc.
În literatura română, una dintre cele mai cunoscute lucrări care se folosește de acest motiv literar este Viața Lumii de Miron Costin. Prima lucrare din literatura românească în care a apărut motivul fortuna labilis este Învățăturile lui Neagoe Basarab către fiul său Teodosie , scrisă în slavonă, apoi tradusă în limba română în jurul secolului al XVII-lea.
- Neagoe Basarab
- Miron Costin
- Limba latină